# 山本愛翔
山本 愛翔（やまもと あいと、2006年1月10日 - ）は、日本のプロボクサー。石川県七尾市出身。カシミボクシングジム所属。

## 来歴
小学1年から空手を始めて5年生からボクシングも始める。なお中学時代、U-15全国大会で優勝経験がある。
金沢学院大附高校在籍中の高校3年生11月にデビュー。なお金沢学院大附高校時代、インターハイベスト16になったことがある。
2023年11月23日のプロデビュー戦は判定負け。
同年西軍スーパーバンタム級新人王として、東日本代表矢野円来を相手に1回54秒TKO勝ちで全日本新人王とMVPを獲得。なお同興行ではデビュー戦で対戦した村田碧も新人王になっている。
2024年1月に能登半島地震で実家が被災している。

## 戦績
- アマチュアボクシング - 22戦15勝7敗（7KO）
- プロボクシング - 6戦5勝1敗（1KO）

## 獲得タイトル
- 全日本スーパーバンタム級新人王 MVP